# Downtime (Doktor Who)
Downtime – wydany w 1995 roku bezpośrednio na video spin-off brytyjskiego serialu science fiction pt. Doktor Who. Został wyprodukowany przez niezależną wytwórnię Reeltime Pictures we współpracy z Tropicana Holdings oraz Dominitemporal Services. Fabuła filmu nawiązuje do odcinków z ery drugiego Doktora pt. The Abominable Snowmen oraz The Web of Fear.
W odcinku Downtime występują aktorzy odgrywający role znane wcześniej z serialu Doktor Who: Nicholas Courtney jako generał brygady Lethbridge-Stewart, Deborah Watling jako Victoria Waterfield, Jack Watling jako profesor Edward Travers oraz Elisabeth Sladen w roli Sary Jane Smith. Film ten przedstawia po raz pierwszy postać Kate Lethbridge-Stewart (znaną również jako Kate Stewart), która powróciła później w innym spin-offie Dæmos Rising oraz w nowej serii serialu.

## Fabuła
Jakiś czas po tym, jak Victoria przestaje podróżować z Doktorem i zamieszkuje na Ziemi w XX stuleciu (odcinek Fury from the Deep), w snach wzywa ją głos jej ojca, prowadząc ją aż do klasztoru Det-sen w Tybecie (z odcinka The Abominable Snowmen), gdy dociera do celu, zamiast ojca odnajduje Wielką Inteligencję, która wciąż panuje nad umysłem profesora Traversa (odcinek The Web of Fear).
15 lat później, Victoria jest prorektorem New World University, instytucji, która reklamuje się jako wsparcie dla młodych ludzi, w której wszystkie zajęcia są skomputeryzowane. Jednakże w rzeczywistości uniwersytet jest główną bazą Wielkiej Inteligencji, która planuje władać światem za pomocą komputerów, a zarówno uczniowie uniwersytetu, jak i Victoria są jej podporządkowani. By zrealizować swój cel, Inteligencja pożąda pewnego przedmiotu, który według niej jest w posiadaniu Brygadiera Lethbidge-Stewarta. Ponieważ nie może go odnaleźć, nakazuje Victorii zatrudnić Sarę Jane, by pomogła w poszukiwaniach. Sara jednak dostrzega zagrożenie i ostrzega zarówno Brygadiera, jak i organizację UNIT.

## Obsada
- Nicholas Courtney – generał brygady Lethbridge-Stewart
- Elisabeth Sladen – Sarah Jane Smith
- Deborah Watling – Victoria Waterfield
- Jack Watling – profesor Edward Travers
- Beverley Cressman – Kate Lethbridge-Stewart
- Mark Trotman – Daniel Hinton
- Geoffrey Beavers – Harrod Haroldson
- Peter Silverleef – Christopher Rice
- John Leeson – Anthony
- Miles Richardson – kapitan Douglas Cavendish
- James Bree – Lama
- Kathy Coutler – recepcjonistka
- Alexander Landen – Gordon Lethbridge-Stewart

## Produkcja
Produkcja ta doczekała się również wydania książkowego, które zostało wydane w 1996 roku. Jest to jedna z dwóch produkcji związanych z serialem Doktor Who, niewykonanych przez BBC, które wydano w formie książki. Wersja ta rozszerza fabułę i wprowadza w niej wiele drobnych zmian. Między innymi, w przeciwieństwie do wideo, w książce pojawia się na moment drugi Doktor i trzeci Doktor.
Data wydania tej historii oraz data podana przez jeden z komputerów w filmie to 1995 rok. Jednakże opis na okładce wydania książkowego określa, że historia ta dzieje się przed wydarzeniami odcinka Battlefield, która została wydana w 1989.

## Kontynuacje
- Wielka Inteligencja powraca później w odcinkach nowej serii serialu Doktor Who pt. Bałwany, Dzwony świętego Jana oraz Imię Doktora.
- Jest to ostatni raz gdy na ekranie można spotkać Victorię, towarzyszkę drugiego Doktora.
- Wątki z tego filmu kontynuowane są w innym spin-offie wyprodukowanym przez tę samą wytwórnię – Dæmos Rising, w której również występuje Kate Stewart.